# Füredi Lajos
Füredi Lajos (Mezővári, 1851 – Mezőtúr, 1892. október 3.) tanár.

## Élete
A gimnázium öt osztályát Szatmárt, a hatodikat a máramarosszigeti líceumban végezte. 1869-ben a lelkészi pályára lépett és a Debreceni Református Kollégiumban  a teológiát hallgatta. Ezután mint debreceni segédlelkészt alkalmazták és lelkészi vizsgát tett. 1877-ben mezőturi időszaki lelkész volt, 1879-ben rövid időre a dévaványai egyházba ment; ez év szeptember 28-án ideiglenes, 1880. június 13-án rendes tanár lett a mezőtúri református gimnáziumban, ahol a magyar és német nyelvet és irodalmat tanította.
Programértekezései a mezőtúri református gimnázium Értesítőjében jelentek meg:
1881. Madách. Az ember tragédiája, 1889. A mezőtúri ev. ref. egyház és központi iskolájának ismertetése.